# アリアナ県
アリアナ県（アリアナけん、アラビア語: ولاية أريانة、英語: Ariana Governorate） は、チュニジアの県である。チュニジアの北に位置する。人口は422,000人（2004年）。県都はアリアナである。

## 隣接する県
- チュニス県
- マヌーバ県
- ビゼルト県